# 9425 Marconcini
A 9425 Marconcini (ideiglenes jelöléssel 1996 CM7) a Naprendszer kisbolygóövében található aszteroida. Maura Tombelli és Ulisse Munari fedezte fel 1996. február 14-én.